# آذربيجان فلم

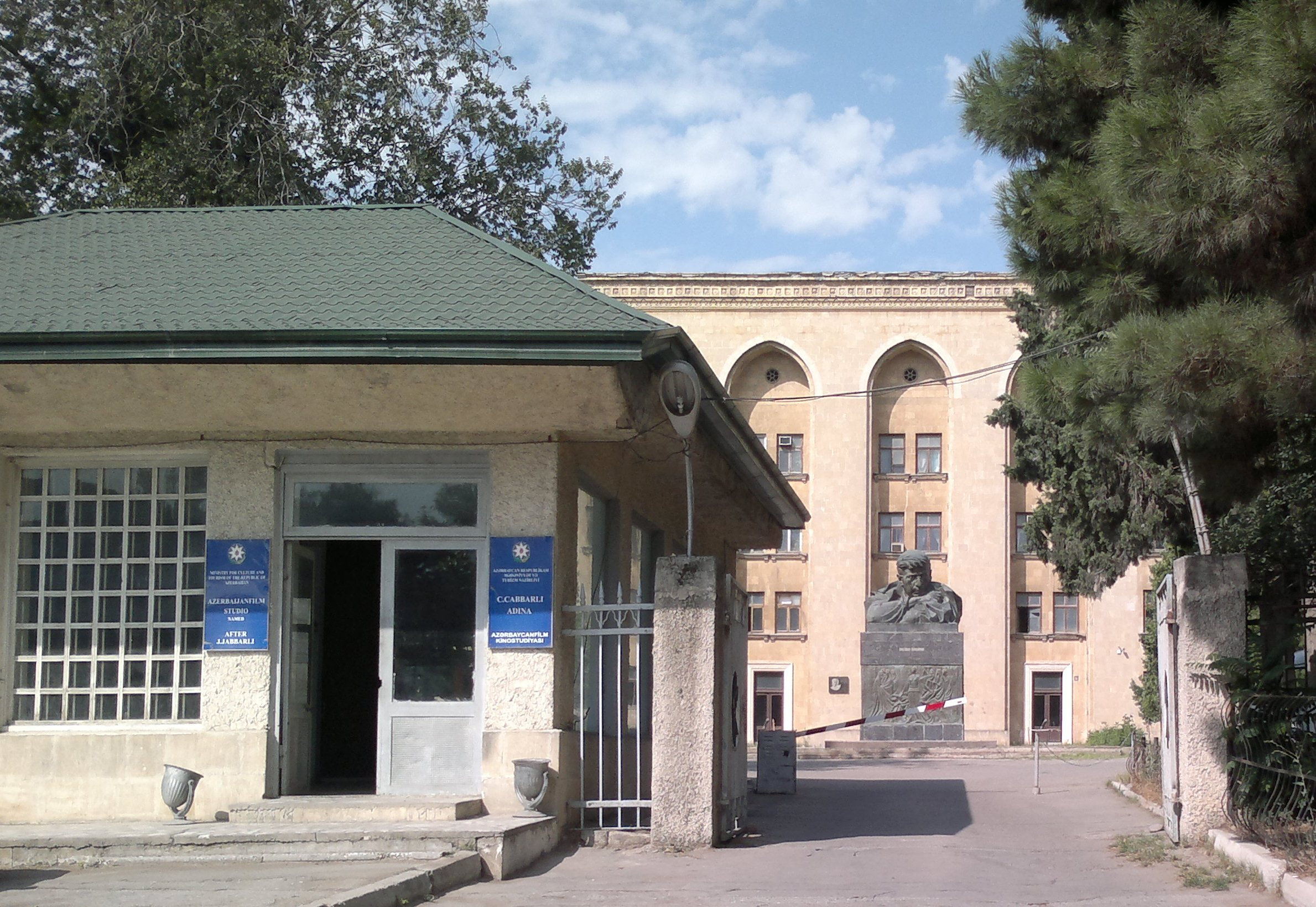

آذربيجان فيلم مؤسسة تابعة لوزارة الثقافة الآذربيجانية، وشرعت في إنتاج الأفلام الأذربيجانية منذ «عصر القمع» إبان الاحتلال السوفييتي.

## خلفية تاريخية
دمر نظام الحكم أصحاب الصنائع والأراضي والأملاك، ودمر الهياكل الإدارية الوطنية تدريجيا خلال عشرينات وثلاثينات القرن العشرين، ثم بدأ في قمع المثقفين والساسة والعسكر جماعيا، وكان منهم أمثال حسين جاود، ويوسف وزير جمين زمينلي، وميكائيل مشفق، وألوي رجب، وعباس ميرزا شريف زاده، وشامل محمود بيكوف وشخصيات فنية وثقافية فذهبوا ضحايا للسياسة القمعية. ولم يرحم النظام حتى أتباعه مثل علي حيدر قاراييف، وأينا سلطانوفا، وروح الله أخوندوف وغيرهم.

## روابط خارجية
- مقالات تستعمل روابط فنية بلا صلة مع ويكي بيانات